# Världsmästerskapet i utomhushandboll

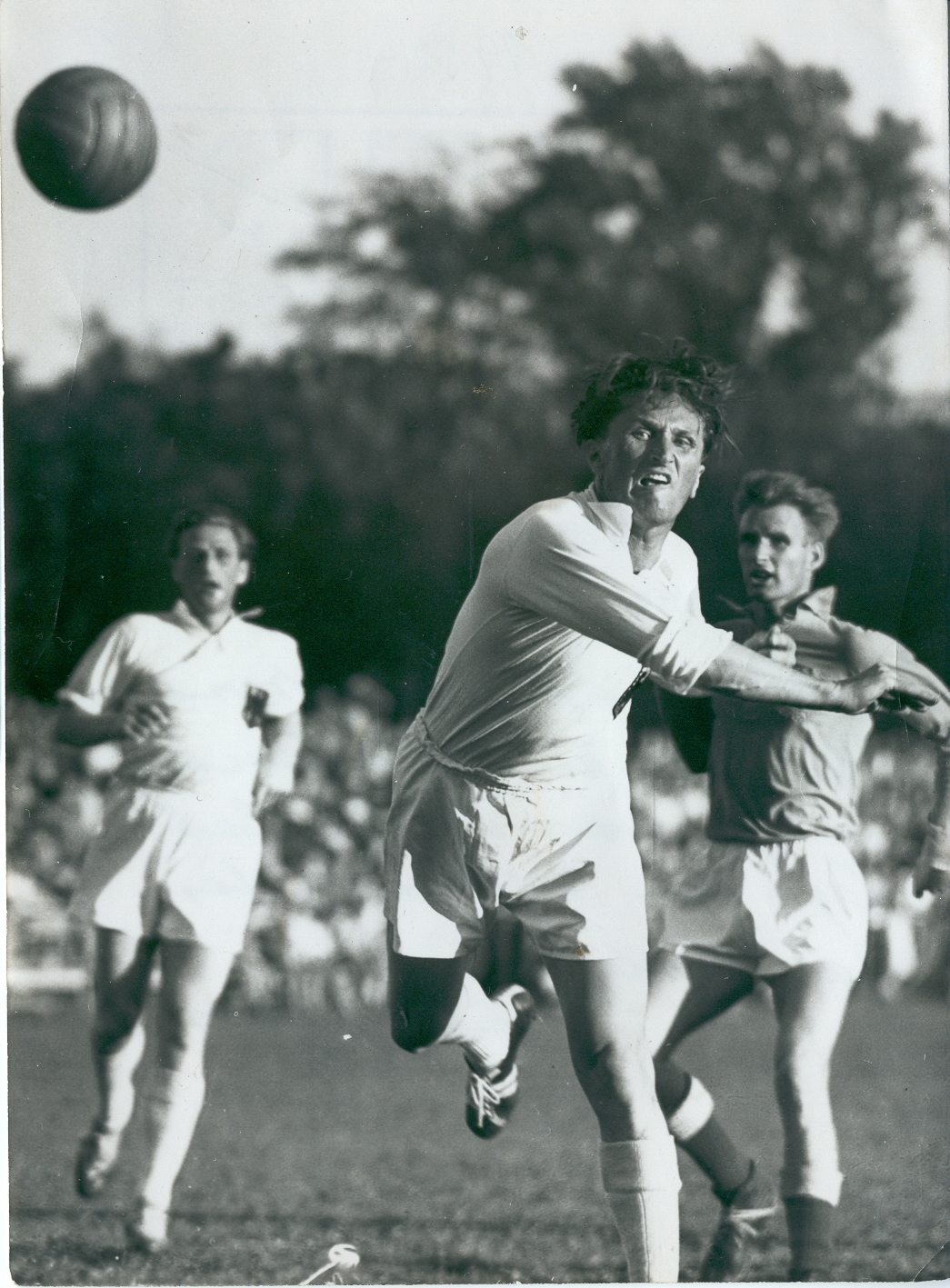
Tysken Bernhard Kempa skjuter ett skott, under utomhus-VM 1952.

VM-turneringar för elvamannalag i handboll på stor utomhusplan arrangerades av International Handball Federation (IHF) för herrar 1938–1966 och för damer 1949–1960. Denna elvamannahandboll försvann dock alltmer i takt med att handbollsformen med sjumannalag (och så småningom alltid inomhus) vann i popularitet.
Dessa VM-turneringar arrangerades på den tid då handbollsmatcher i gemen spelades av elvamannalag på en (gräs)plan av fotbollstyp.
VM-turneringarna i utomhushandboll betecknas på tyska ofta Feldhandball, och denna spelform blev särskilt populär i tyskspråkiga delar av Centraleuropa. I Västtyskland levde sporten kvar längst.

## VM i sjumannahandboll
Under mellankrigstiden utvecklades en ny typ av handboll på mindre plan, med sin första VM-turnering för herrar 1938 (i Deutschlandhalle) och regelbundna VM-turneringar från och med 1954. Det första regelverket i denna typ av handboll är tyskt och från 1917. Under 1950- och 1960-talet avgjordes dessa tävlingar enligt nya regler fortfarande utomhus. Från och med cirka 1970 spelas handboll i stort sett alltid i inomhushallar, åtminstone på internationell nivå.

## Medaljörer

### Herrar
| År   | Värdnation   | Final        | Final     | Final        | Match om tredjepris | Match om tredjepris | Match om tredjepris |
| År   | Värdnation   | Vinnare      | Resultat  | Tvåa         | Trea                | Resultat            | Fyra                |
| ---- | ------------ | ------------ | --------- | ------------ | ------------------- | ------------------- | ------------------- |
| 1938 | Tyskland     | Tyskland     | 23 – 0    | Schweiz      | Ungern              | 10 – 2              | Sverige             |
| 1948 | Frankrike    | Sverige      | 11 – 4    | Danmark      | Schweiz             | 21 – 4              | Frankrike           |
| 1952 | Schweiz      | Västtyskland | 19 – 8    | Sverige      | Schweiz             | 12 – 10             | Österrike           |
| 1955 | Västtyskland | Västtyskland | 25 – 13   | Schweiz      | Tjeckoslovakien     | 13 – 10             | Sverige             |
| 1959 | Österrike    | Tyskland     | 14 – 11   | Rumänien     | Sverige             | 18 – 9              | Österrike           |
| 1963 | Schweiz      | Östtyskland  | 14 – 7    | Västtyskland | Schweiz             | 10 – 6              | Polen               |
| 1966 | Österrike    | Västtyskland | Gruppspel | Östtyskland  | Österrike           | Gruppspel           | Polen               |

### Damer
Anmärkning: Det arrangerades också VM med sjumannaspel 1957 och 1962.
| År   | Värdnation    | Final    | Final     | Final        | Match om tredjepris | Match om tredjepris | Match om tredjepris |
| År   | Värdnation    | Vinnare  | Resultat  | Tvåa         | Trea                | Resultat            | Fyra                |
| ---- | ------------- | -------- | --------- | ------------ | ------------------- | ------------------- | ------------------- |
| 1949 | Ungern        | Ungern   | Gruppspel | Österrike    | Tjeckoslovakien     | Gruppspel           | Frankrike           |
| 1956 | Västtyskland  | Rumänien | 6 – 5     | Västtyskland | Ungern              | 8 – 6               | Österrike           |
| 1960 | Nederländerna | Rumänien | 10 – 2    | Österrike    | Tyskland            | 3 – 1               | Nederländerna       |